# Falconieri-palota
A Falconieri-palota (Palazzo Falconieri) egy 16. századi palota Rómában, a Via Giulián, a Santa Maria dell'Orazione e Morte-templom mellett.

## Története
Először a Ceci, majd 1574-től az Odescalchi, 1606-tól pedig a Farnese család birtokolta, a címerek tanúsága szerint.
1638-ban Orazio Falconieri, a firenzei nemesi családból, Francesco Borrominit bízta meg a bővítéssel, 8-ról 11-re növelve a tartógerendák számát.
A Via Giuliára néző homlokzatán két nagy barokk herma látható női mellszobrokkal és pilaszterként vagy kariatidaként elhelyezett sólyomfejekkel, amelyek legalább egy része feltehetően Borromini munkája. A folyóra néző homlokzaton érdekes a három körívből álló loggia 1646-ból. Belül nagy értéket képvisel a nagy lépcsőház és a stukkós mennyezet.
1815 és 1818 között Maria Letizia Ramolino, Bonaparte Napóleon anyja élt ott Fesch bíboros féltestvéreként, aki akkor szintén a palotában lakott.
Ma itt található a Római Magyar Akadémia, amelyet 1927-ben alapítottak, miután a magyar állam megvásárolta az épületet. Az Akadémia szakkönyvtára több mint 20 000 kötetből áll.
Dandi házának díszleteként használták a Bűnügyi regény: a sorozat (Romanzo criminale) televíziós sorozatban.

## Képek

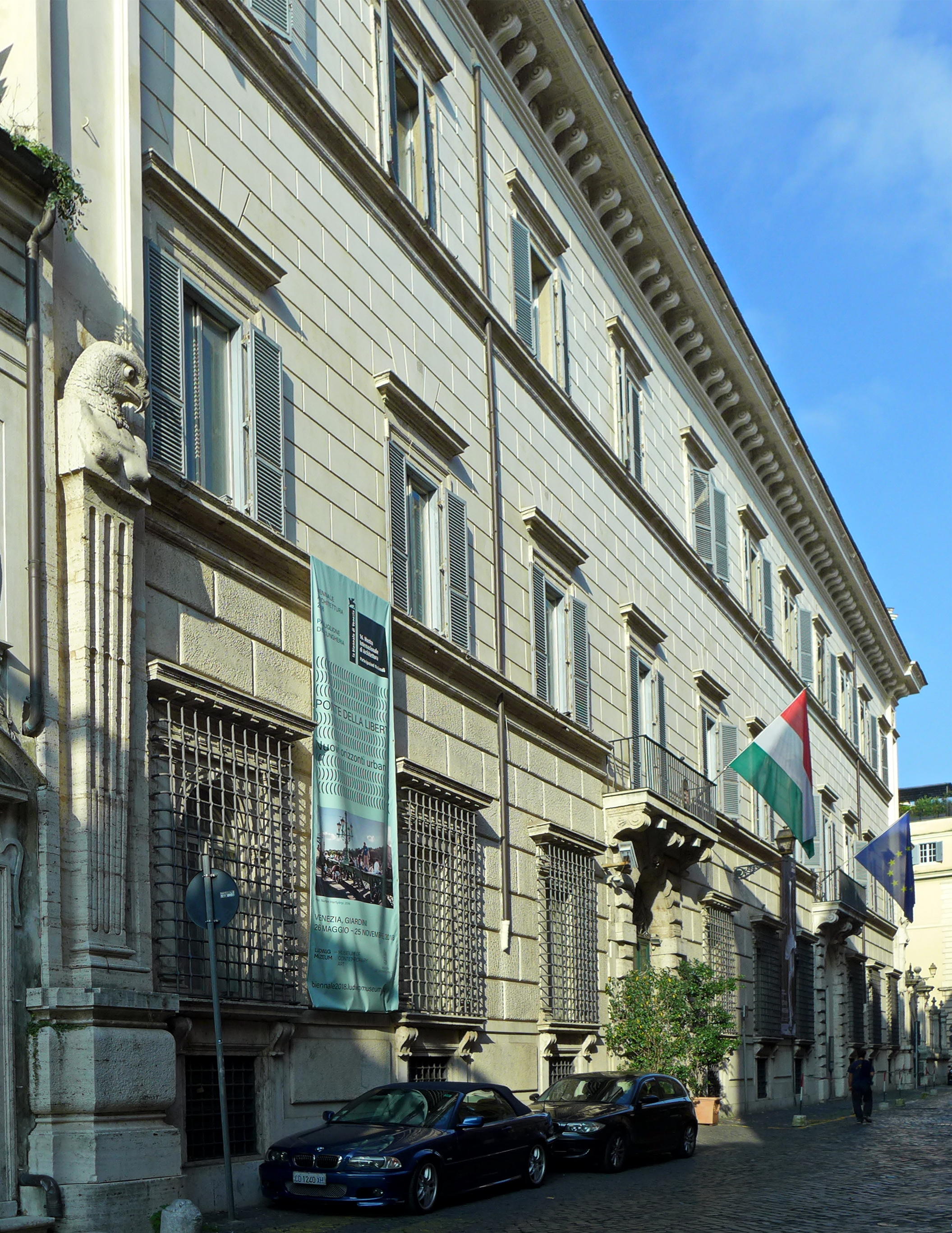
Főhomlokzata a via Giulián
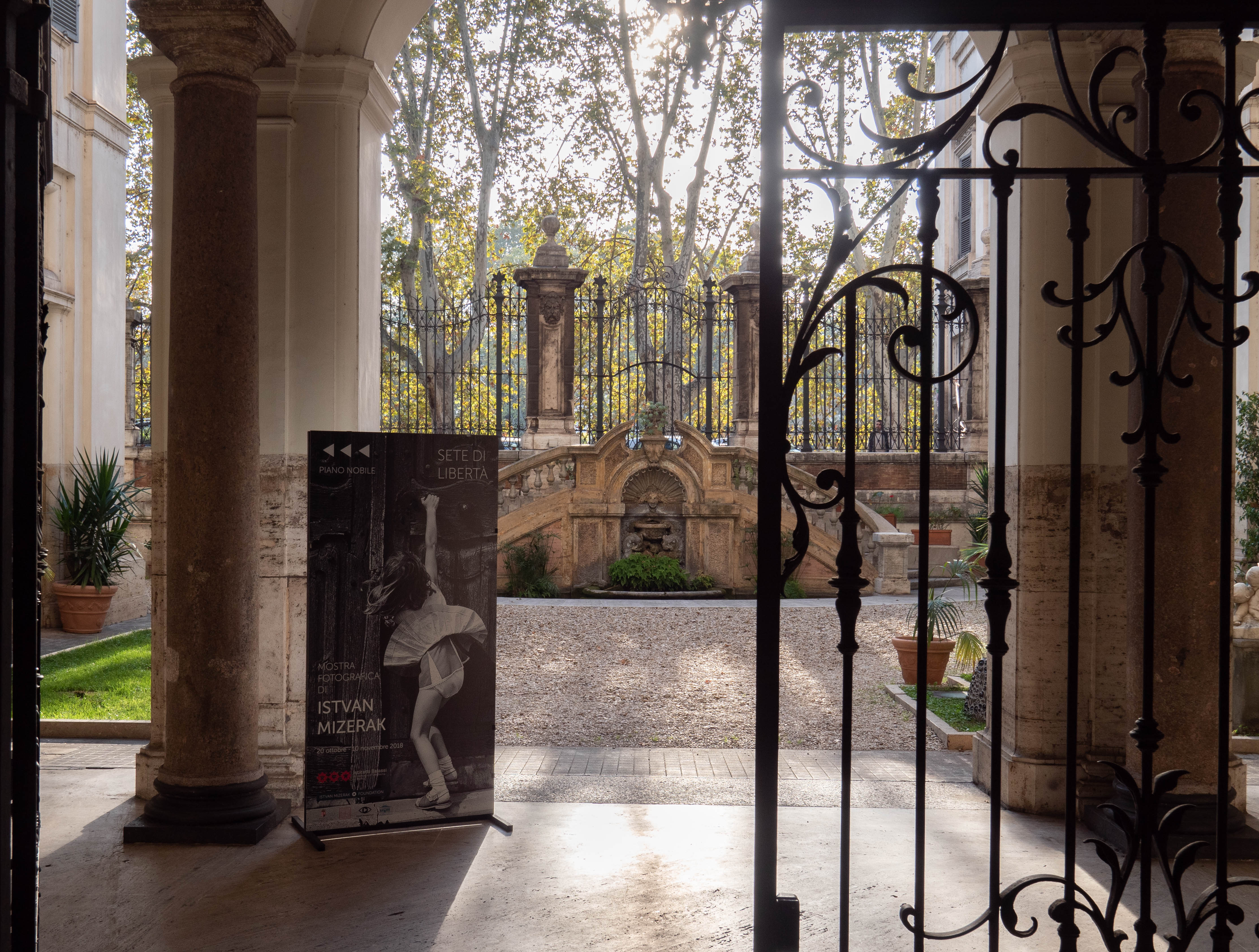
A palota udvara

## Fordítás
- Ez a szócikk részben vagy egészben  a   Palazzo Falconieri című olasz Wikipédia-szócikk ezen változatának fordításán alapul.  Az eredeti cikk szerkesztőit annak laptörténete sorolja fel. Ez a jelzés csupán a megfogalmazás eredetét és a szerzői jogokat jelzi, nem szolgál a cikkben szereplő információk forrásmegjelöléseként.

## Bibliográfia
- I palazzi di Roma. Róma: Newton & Compton (2004). ISBN 88-541-0207-5